# Icones et descriptiones plantarum novarum criticarum et rariorum
Icones et descriptiones plantarum novarum criticarum et rariorum (abreviado Icon. Descr. Pl. Nov.) es un libro con ilustraciones y descripciones botánicas que fue escrito por el botánico y geógrafo alemán;  Heinrich Moritz Willkomm y publicado en Leipzig en los años 1852-1862 con el nombre de Icones et descriptiones plantarum novarum criticarum et rariorum Europae austro-occidentalis praecipue Hispaniae.
Las hojas de las láminas de litografía reproducen especies de plantas de la Europa occidental, incidiendo en las de España.